# 셰인 파티나마
셰인 엘리안 제이 파티나마(인도네시아어: Shayne Elian Jay Pattynama, 1998년 8월 11일 ~ )는 챌린저 프로 리그 클럽 오이펜에서 레프트백 또는 레프트 윙백으로 뛰고 있는 인도네시아의 프로 축구 선수이다. 네덜란드에서 태어난 그는 인도네시아 국가대표팀에서 뛰고 있다.

## 구단 경력

### 용 위트레흐트
그는 2017년 8월 21일, TOP 오스와의 경기에서 용 위트레흐트 소속으로 에이르스터 디비시 데뷔 전을 치렀다. 2019년 2월 11일, 그는 2-4로 패한 고 어헤드 이글스와의 홈 경기에서 용 위트레흐트 소속으로 첫 골이자 유일한 골을 넣었다.

### 텔스타
두 시즌을 보낸 후 2019년 리그 라이벌인 텔스타로 이적했다. 피티나마는 2019년 10월 18일, 알메러 시티와의 경기에서 데뷔 전을 치렀다. 2020년 1월 18일, 그는 로테르담의 반 동 & 드 루 스타디온에서 열린 엑셀시오르 로테르담과의 경기에서 텔스타 소속으로 첫 골을 넣으며 3-3 무승부를 기록했다.

### 비킹
파티나마는 2021년 3월 16일, 노르웨이 엘리테세리엔 클럽 비킹과 계약했다. 그는 4월 1일에 팀에 합류할 예정이었다. 그는 2021년 6월 13일, 볼레렝아와의 경기에서 팀의 첫 골을 넣으며 4-1 승리를 거두었다. 몇 달 후인 2021년 9월 26일, 그는 몰데와의 경기에서 2-2 무승부를 기록하며 두 번째 골을 넣었다.
2023년 12월, 비킹은 파티나마가 재계약하지 않기로 결정한 2023년 캠페인이 끝나면 클럽을 떠날 것이라고 발표했다.

### 오이펜
2024년 2월 1일, 파티나마는 벨기에 프로 리그 클럽 오이펜과 2년 6개월 계약을 공식적으로 체결했다.

## 국가대표팀 경력
네덜란드에서 인도네시아 태생의 아버지와 네덜란드인 어머니 사이에서 태어난 파티나마는 인도네시아를 대표하기로 결정했다.
2023년 3월, 파티나마는 원래 인도네시아의 신태용 감독으로부터 부룬디와의 두 차례 친선 경기에 소집되었다. 그러나 파티나마는 선수 연맹 이적 과정에서 부적절한 점을 이유로 선수단에서 철수했다.
2023년 5월 27일, 파티나마는 팔레스타인 및 아르헨티나와의 친선 경기를 위해 인도네시아 국가대표팀에 소집되었다. 2023년 6월 19일, 파티나마는 아르헨티나와의 경기에서 0-2로 패하며 데뷔 전을 치렀다.
2023년 11월 16일, 파티나마는 2026년 FIFA 월드컵 예선 이라크와의 경기에서 인도네시아 국가대표 첫 골을 넣으며 5-1로 패했다.
셰인은 2023년 AFC 아시안컵 결선 토너먼트에 진출한 인도네시아 국가대표팀의 일원이었다. 셰인은 오스트레일리아와의 16강전에만 출전했다.

## 사생활
파티나마는 말루쿠 제도 출신의 몰루칸족 아버지의 후손이다.
2023년 1월 24일, 파티나마는 공식적으로 인도네시아 국적을 취득하여 인도네시아 국가대표팀에 선발될 수 있게 되었다.